# Centruroides franckei
Espèce
Centruroides franckei est une espèce de scorpions de la famille des Buthidae.

## Distribution
Cette espèce est endémique d'Oaxaca au Mexique. Elle se rencontre vers San Pedro Juchatengo.

## Description
Le mâle holotype mesure 40,1 mm, les mâles mesurent de 34,8 à 40,1 mm et les femelles de 39,8 à 40,2 mm.

## Étymologie
Cette espèce est nommée en l'honneur d'Oscar F. Francke.

## Publication originale
- Santibáñez-López & Contreras-Felix, 2013 : « Two new species of Centruroides Marx 1890 (Scorpiones: Buthidae) from Oaxaca, Mexico. » Zootaxa, no 3734 (2), p. 130-140.